# Rwandan Union of the Blind
Die Rwandan Union of the Blind (RUB) ist ein Behindertenverband für Blinde und Sehbehinderte in Ruanda.

## Organisation
Die Nichtregierungsorganisation wurde 1994 gegründet und ist seit 1995 legal in Ruanda tätig. Sie ist Gründungsmitglied des seit 17. September 2010 bestehenden Dachverbands der National Union of Disability Organizations in Rwanda (NUDOR, deutsch „Nationale Union der Behindertenorganisationen in Ruanda“). Die Rwandan Union of the Blind ist zudem Mitglied der African Union of the Blind sowie der Weltblindenunion und ist außerdem Partner des Dansk Blindesamfund, dem Dänischen Blindenverband. Geschäftsführerin und einer der Gründer der Rwandan Union of the Blind ist Donatilla Kanimba, die selbst im Alter von 5 Jahren vollständig erblindete. Die Organisation hat Niederlassungen in 26 von 30 Distrikten in Ruanda und über 50 lokale Niederlassungen insgesamt.

## Hintergrund
Vor Gründung der Organisation gab es laut dieser in Ruanda lediglich christliche Missionare, die sich um Menschen mit Sehbehinderungen gezielt kümmerten. Im ganzen Land gab es demnach nur das Home de la Vierge des Pauvres Gatagara (HVP Gatagara) als Zentrum, das blinde Menschen aufnahm, um ihnen eine Grundausbildung zu ermöglichen. Dieses wurde 1962 von Joseph Fraipont Ndagijimana, einem aus Belgien stammenden Abt gegründet. Von 1979 bis zum Jahr des Völkermords an den Tutsi 1994 wurden in der Schule jährlich zwischen 5 und 10 blinde Kinder aufgenommen.
Im Herbst 2020 unterzeichnete Präsident Paul Kagame den Vertrag von Marrakesch. Dieser verpflichtet die Unterzeichner, in ihren Urheberrechtsgesetzen bestimmte Beschränkungen bzw. Ausnahmebestimmungen zugunsten von Blinden, Sehbehinderten und sonst lesebehinderten Menschen vorzusehen, damit diesen mehr Werke in einem barrierefreien Format zur Verfügung stehen.
Nach dem Zensus 2022 des National Institute of Statistics of Rwanda leben in Ruanda 158.712 Sehbehinderte bzw. ein Anteil von 1,4 % an der Gesamtbevölkerung. Das Bildungsniveau insbesondere unter blinden Ruandern ist sehr niedrig und zudem sind diese häufiger von extremer Armut betroffen. Verschärft wird dies durch vorherrschende soziale Stigmata und nicht ausreichende finanzielle Unterstützung.

## Aufgaben
Die RUB tritt im Namen ihrer Mitglieder für die Gleichberechtigung und Integration sehbehinderter Menschen ein. Sie versucht die Situation der Blinden und Sehbehinderten im Land durch Bildungsprogramme, Rehabilitation und anderweitige Unterstützung zu verbessern. Beispielsweise setzt sie sich für die lokale Produktion von Langstöcken ein, um teure Importe unnötig zu machen, sowie für die Kostenübernahme durch Krankenkassen.

## Auszeichnungen
- 2014: Human Rights Price des Leitner Centre of International Law and Justice der Fordham University School of Law[10]